# Голобородько Олександр Олександрович
 Олекса́ндр Олекса́ндрович Голоборо́дько (*28 вересня 1938, Дніпродзержинськ) — радянський російський актор театру і кіно.

## Біографія
Мабуть найкраще про початок своєї творчої біографії сказав сам Олександр Олександрович в інтерв'ю газеті «День»:
|                  | У мене українське коріння. Я народився в Дніпродзержинську (колишньому Каменському). До театру мене залучив батько. Хоча він і був простим електриком, але фанатично захоплювався українською драматургією. Взагалі, театр був головною метою його життя, він переробляв відомі класичні п’єси, ставив спектаклі на маленькій сценці сільського клубу, сам малював декорації, а грали в цих спектаклях моя мама й друзі батьків. А я суфлював всі їхні спектаклі. Мені поставили на сцені невелику будочку, і я, сповнений почуття власної значущості, самозабутньо допомагав самодіяльним артистам. Через кілька вистав я вже подавав репліки з певними інтонаціями та внутрішньо все програвав разом з ними. Ось таким чином і звик до сцени й закохався в театр. У десятому класі вирішив стати артистом, тому що від мрії стати льотчиком довелося відмовитися (не пройшов медкомісію у військкоматі). До речі, мама була категорично проти мого захоплення театром, а батько — навпаки — радів, що я втілю його заповітну мрію. І я поїхав до Києва поступати в Театральний інститут ім. Карпенка-Карого. |
| — Газета "День", | |

## Робота в кіно
Найбільшу популярність здобув актор після ролі лицаря Габріеля у фільмі Остання реліквія.

## Фільмографія
- 1967 — Туманність Андромеди (Частина І «Бранці залізної зірки») (Туманность Андромеды (часть 1 «Пленники железной звезды»)) — Рен Боз
- 1968 — Нейтральні води
- 1969 — Остання реліквія (Последняя реликвия)
- 1971 — Інспектор карного розшуку
- 1972 — Цирк запалює вогні
- 1973 — Будні карного розшуку
- 1973 — Чорний капітан
- 1975 — Одинадцять надій
- 1975 — Пам'ять (Память)
- 1976 — Звичайний місяць
- 1977 — Особисте щастя (Личное счастье)
- 1977 — Четверта висота
- 1978 — Поговоримо, брате…
- 1979 — Весняна Олімпіада, або Начальник хору
- 1979 — Вигідний контракт(роль озвучив актор Павло Морозенко)
- 1980 — Білий сніг Росії
- 1980 — Візьму твій біль (Возьму твою боль)
- 1981 — Значна розмова (Крупный разговор)
- 1981 — Кохана жінка механіка Гаврилова
- 1981 — Оленяче полювання
- 1982 — Розбіг (Разбег)
- 1983 — День командира дивізії
- 1984 — Берег його життя
- 1985 — Напередодні
- 1985 — Битва за Москву
- 1985 — Пан гімназист (Господин гимназист)
- 1985 — Контрудар
- 1986 — Вірую в любов
- 1986 — Заповіт
- 1986 — Кармелюк
- 1989 — Сталінград
- 1989 — Жінки, яким пощастило (Женщины, которым повезло)
- 1990 — Кодекс мовчання (Кодекс молчания)
- 1990 — Царське полювання (Царская охота)
- 1991 — Клан (Клан)
- 1992 — Кодекс мовчання 2 (Кодекс молчания 2)
- 1993 — Внутрішній ворог (Внутренний враг)
- 1993 — Слід чорної риби (След черной рыбы)
- 1993 — Трагедія століття (Трагедия века)
- 2001 — Часи не вибирають (Времена не выбирают)
- 2001 — Марш Турецького (Марш Турецкого)
- 2002 — Каменська 2 (Каменская 2)
- 2002 — Дронго (Дронго)
- 2004 — Близнюки (Близнецы)
- 2008—2009 — Райські яблучка (Райские яблочки)
- 2012 — Маша в законі (Маша в законе)
- 2014 — Чиста вода біля витоку — кримінальний авторитет